# Do You Remember...?
『Do You Remember...?』（ドゥ・ユー・リメンバー）は、KATSUMIの9枚目の会場限定CD。

## 内容
ライブ会場限定で販売されている会場限定CDの9作目。
公式ファンクラブ「Hip Bird Club」会員のみ、ファンクラブ運営の通信販売にて購入することができる。
ディスクはCD-R仕様となっている。
デビュー・シングルのリメイクが収録されている。

## 収録曲
特記以外　作詞・作曲・編曲：KATSUMI
1. For You 〜2012 version〜
作曲：石川洋
2ndオリジナル・アルバム『ONE』収録楽曲を新録。
2. Shining in the Night 〜2012 version〜
作曲：石川洋
1stシングル収録楽曲を新録。
3. 夏のゆくえ 〜2012 18strings-version〜
9thオリジナル・アルバム『Seeds of Love』収録楽曲をリミックスを施して収録。